# Сягин, Анатолий Васильевич
Анатолий Васильевич Сягин (27 октября 1938, Москва — 9 декабря 1969, Москва) — советский футболист и игрок в хоккей с мячом. Выступал на позиции нападающего. Мастер спорта СССР по хоккею с мячом (1957).

## Карьера

### Футбол
Воспитанник юношеской команды «Метрострой» (Москва). На взрослом уровне начал играть в московском «Буревестнике» в соревнованиях коллективов физкультуры.
В 1959 году перешёл в московское «Динамо», в его составе дебютировал в высшей лиге 13 мая 1960 года в матче против «Молдовы». Всего в составе бело-голубых сыграл 4 матча в высшей лиге, а также 24 матча (7 голов) в первенстве дублёров. В 1961—1962 годах играл за клубные команды «Динамо», а также в 1962 году за «Фили».
Летом 1962 года перешёл в рижскую «Даугаву», выступавшую в высшей лиге. Забил гол в дебютном матче, 30 июня 1962 года в ворота ленинградского «Зенита». Всего за рижскую команду сыграл 17 матчей и забил 4 гола.
В 1963—1965 годах играл за московский «Локомотив» в высшей и первой лиге, сыграл ровно 100 игр — 97 матчей (21 гол) в первенствах страны и 3 матча в Кубке СССР.
В 1966 году перешёл в калужский «Локомотив», в его составе в том же году стал чемпионом РСФСР среди команд класса «Б». В 1967 году играл за подольское «Торпедо».
Всего в высшей лиге СССР сыграл 86 матчей и забил 21 гол.

### Хоккей с мячом
Выступал высшей лиге СССР за московские клубы «Буревестник» (1955—1958, 15 голов), «Динамо» (1958—1962, 55 матчей, 37 голов) и «Фили» (1962—1968, не менее 36 голов).
В 1961 и 1962 году включался в список 22 лучших игроков сезона. Чемпион (1961), серебряный (1959) и бронзовый (1957, 1958, 1960, 1962) призёр чемпионата СССР по хоккею с мячом.
В конце жизни имел проблемы с алкоголем. 9 декабря 1969 года покончил с собой.